# Лучарєв Кал
Лучарєв Кал (словен. Lučarjev Kal) — поселення в общині Іванчна Гориця, Осреднєсловенський регіон, Словенія. Висота над рівнем моря: 369,4 м.